# 聖濟耶尼鄉

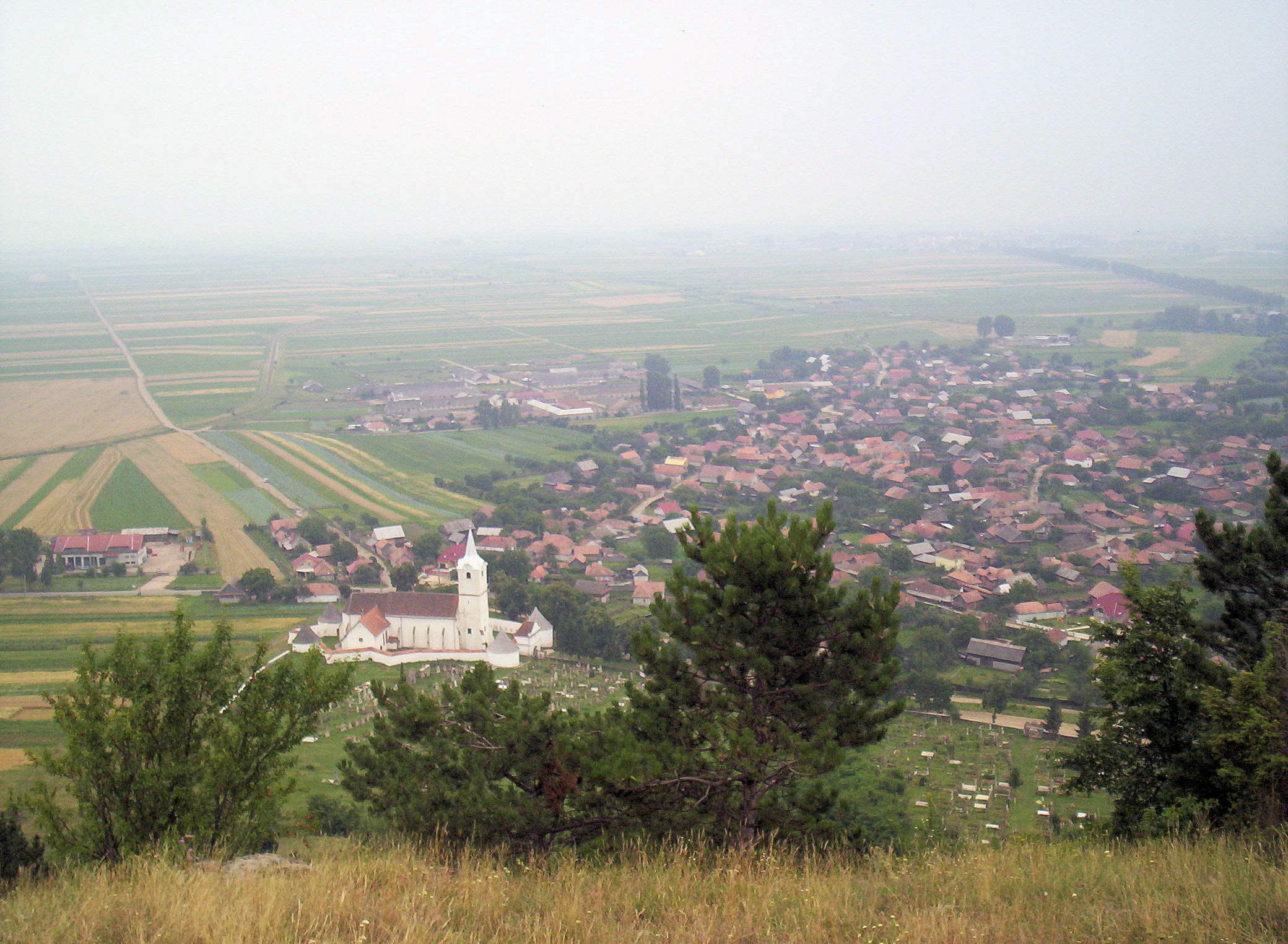

46°03′0″N 26°08′0″E / 46.05000°N 26.13333°E
聖濟耶尼鄉（羅馬尼亞語：Comuna Sânzieni, Covasna），是羅馬尼亞的鄉份，位於該國中部，由科瓦斯納縣負責管轄，面積97平方公里，海拔高度601米，2007年人口4,650，人口密度每平方公里48人。